# Bandgumpseglare
Bandgumpseglare (Chaetura spinicaudus) är en fågel i familjen seglare.

## Utseende och läte
Bandgumpseglaren är en liten och mörk seglare med kontrasterande vitaktigt band på övergumpen. Den varierar dock i utseende geografiskt, där vissa bestånd har svagare rumpteckning. Arten är mycket lik grågumpseglaren och kan inte alltid skiljas åt.

## Utbredning och systematik
Bandgumpseglaren förekommer från östra Panama i Centralamerika söderut till centrala Brasilien. Den delas in i tre underarter med följande utbredning:
- Chaetura spinicaudus aetherodroma: från centrala och östra Panama till nordvästra Colombia, söderut till sydvästra Ecuador
- Chaetura spinicaudus spinicaudus: Venezuela, Guyanaregionen och Brasilien norr om Amazonfloden
- Chaetura spinicaudus aethalea: centrala Brasilien söder om Amazonfloden och västerut till Tapajós

Underarten aethalea inkluderas ofta i nominatformen.

## Levnadssätt
Bandgumpseglaren ses flyga över skogar, gläntor, öppna fält och sjöar. Den ses vanligen i flockar, ibland rätt stora.

## Status och hot
Arten har ett stort utbredningsområde, men tros minska i antal, dock inte tillräckligt kraftigt för att den ska betraktas som hotad. Internationella naturvårdsunionen IUCN listar arten som livskraftig (LC). Beståndet uppskattas till i storleksordningen en halv miljon till fem miljoner vuxna individer.